# مسجد وحسینیه علی
مسجد وحسینیه علی مربوط به اوایل دوره قاجار است و در میبد، محله روستای آباد واقع شده و این اثر در تاریخ ۲۴ اسفند ۱۳۸۳ با شمارهٔ ثبت ۱۱۶۳۸ به‌عنوان یکی از آثار ملی ایران به ثبت رسیده است.